# Старостин, Пётр Петрович
Пётр Петрович Старостин (16 (29) августа 1909, дер. Погост, Владимирская губерния — 10 марта 1993, Москва) — советский футболист, полузащитник московского «Спартака».
Чемпион РСФСР 1931 года. Чемпион СССР 1935, 1936 (осень), 1938. Обладатель Кубка СССР 1938 г. Чемпион III Летней Рабочей Олимпиады в Антверпене (1937).

## Биография
Родился во Владимирской губернии, Переславский уезд, Погостовское волостное правление (дер. Погост). Ныне Ярославская область, Переславский район, дер. Перелески.
Запись о рождении № 35 от 17 августа 1909 г., в которой значится: «Псковской губернии Порховского уезда Заполянской волости деревни Острова у крестьянина Петра Иоанова Старостина и законной жены его Александры Стефановой, оба православного исповедания, 16 августа 1909 года родился сын Пётр.
Восприемниками при крещении были: той же губернии и уезда и волости и деревни крестьянский сын Николай Петров Старостин и деревни Погоста крестьянская девица Агриппина Стефанова Сахарова.
Основание: ГАЯО. Фонд 230. Опись 11. Документ. 1194. Лист 233 оборот 234.»
Студент силикатного факультета Московского химико-технологического института имени Д. И. Менделеева (зачётная книжка № 124, выдана 1 марта 1931 года). По семейным обстоятельствам вынужден прервать учебу в МХТИ.
В 1942 году вместе с братьями был арестован и осужден. Провел в лагерях ГУЛАГа 12 лет.
Похоронен на Ваганьковском кладбище. На том же кладбище похоронены его братья.

## Семья
Жена — Шлыгина Зоя Алексеевна. Сын — Андрей (1937—2018), кандидат технических наук, генеральный директор конструкторского бюро «Турбохолод»; внуки — Александр и Андрей.

## Братья
- Николай Старостин (1902—1996) — советский футболист, основатель и игрок «Спартака», спортивный руководитель.
- Александр Старостин (1903—1981) — советский футболист, защитник. Первый капитан московского «Спартака».
- Андрей Старостин (1906—1987) — советский футболист, защитник, заслуженный мастер спорта СССР (1940), спортивный функционер.